# Ernst Püschel
Ernst Wilhelm Püschel (* 14. Juli 1881 in Berlin; † 1941 in Gotha) war ein deutscher Verlagsbuchhändler, Publizist und Schriftsteller.

## Leben
Ernst Püschel war der Sohn eines Pfarrers. Er studierte Germanistik in Leipzig und Rostock. Danach war er als freier Schriftsteller in Rostock tätig. Dort gründete er 1911 den Kaufungen-Verlag, in dem er noch im gleichen Jahr begann, die Beiträge zur Geschichte der niederdeutschen Dichtung herauszugeben. Ab 1920 gehörte ihm in Neudietendorf der Verlag E. W. Püschel. Ende der 1920er Jahre zog er nach Gotha, wo er ebenfalls als Verlagsinhaber wirkte und 1941 starb. Er schrieb vor allem Erzählungen und Bühnenstücke.

## Schriften (Auswahl)
- Zur Sturmzeit in Berlin. Bilder und Gedanken. Doberan 1919.
- Die Versuchung des Doktor Luther. Ein Volksschauspiel in 4 Bildern. Neudietendorf 1921, OCLC 43299598.
- Die Hexe von Arnstadt. Ein heiteres Spiel aus dem vierzehnten Jahrhundert in einem Aufzuge. Neudietendorf 1924, OCLC 248119137.
- Der 18. Januar. 4 Bilder aus deutscher Geschichte. Leipzig 1925, OCLC 72687084.
- Bibel und Alkohol. Neudietendorf 1925, OCLC 39519599.